# Dalinda
Dalinda ist eine Opera seria in drei Akten von Gaetano Donizetti. Das Libretto basierte ursprünglich auf Victor Hugos Tragödie Lucrèce Borgia von 1833. Die Uraufführung fand am 14. Mai 2023 in Berlin statt.

## Handlung

### Erster Akt
Szene 1. In den Gärten von Emessa findet für Franken und Sarazenen ein Fest zur Feier für den Waffenstillstand nach drei Jahren Krieg statt. Die Franken Ubaldo, Ugo, Garniero, Ridolfo und Guglielmo und Ildemaro kommen auf Dalinda zu sprechen, die Angehörige von ihnen hatte umbringen lassen. Ugo berichtet, dass ihn in einem Traum ein Phantom vor Dalinda warnte. Ildemaro glaubt nicht an Träume und legt sich schlafen.
Szene 2. Die verschleierte Dalinda hat Ildemaro als ihren Sohn aus einer früheren Verbindung erkannt. Sie betrachtet den Schlafenden und wird dabei von ihrem Mann Acmet und Elmelik beobachtet, die Ildemaro für Dalindas Liebhaber halten. Als Ildemaro erwacht, fühlt er sich zu Dalinda hingezogen. Er erzählt ihr, er sei der Sohn eines Fischers. Eines Tages habe ihm ein Ritter einen Brief seiner Mutter gegeben, er trage ihn immer bei sich. Er zeigt ihn Dalinda, die für ihn hofft, dass er eines Tages seine Mutter treffen könne. Ildemaros Freunde entdecken Ildemaro und Dalinda. Sie erkennen Dalinda, reißen ihr den Schleier herunter und geben sich als Nachkommen der von ihr ermordeten Verwandten zu erkennen.

### Zweiter Akt
Szene 3. In der Burg stellt Elmelik die Franken Acmet vor. Dieser lädt sie ein, mit ihm den Frieden zu feiern.
Szene 4. Insgeheim befiehlt Acmet Esmelik, zwei Krüge vorzubereiten: einen mit Wein und einen mit vergiftetem Wein. Er möchte die fränkischen Ritter ermorden, die Dalinda den Schleier heruntergerissen haben. Ildemaro, von dem Acmet vermutet, er sei der Liebhaber seiner Frau, soll das erste Opfer sein.
Szene 5. Acmet hat Ildemaro gefangen genommen und in den Palast bringen lassen. Dalinda wünscht den Tod jener, die sie entehrt haben, indem sie ihr den Schleier heruntergerissen haben. Sie weiß aber nicht, dass Ildemaro auch sterben soll. Als dieser hereingeführt wird, vergibt sie ihm und bittet Acmet um sein Leben. Der aber hat geschworen, ihre Peiniger zu vernichten. Acmet wirft Dalinda vor, Ildemaro zu lieben. Sie muss wählen, ob Ildemaros durch das Schwert oder Gift umkommen soll. Sie wählt Gift, das ihr noch eine kurze Frist gewährt, um ihn doch noch zu retten zu können. Ildemaro erzählt Acmet, dass er langer Zeit seinem Vater das Leben gerettet hat. Acmet will mit ihm Freundschaft trinken und lässt Dalinda den vergifteten Wein einschenken. Acmet verabschiedet sich und fordert Dalinda auf, Ildemaro beim Sterben Gesellschaft zu leisten. Dalinda bittet diesen, ein Gegengift zu trinken. Ildemaro spürt keine Wirkung des Giftes und verdächtigt sie, ihn töten zu wollen. Aber lässt er sich überzeugen und trinkt das Gegengift. Dalinda verhilft ihm zur Flucht.

### Dritter Akt
Szene 6. Es ist Nacht, Ildemaro ist mit einem Diener Dalindas in einem Garten. Er erinnert sich an Ugos Prophezeiung und fragt sich, ob Dalinda seine Freunde ebenso freundlich behandeln wird wie ihn. In einer Arie segnet er seine Freunde und seine Mutter. Corboga übergibt ihm einen Brief, in dem er die Handschrift seiner Mutter erkennt. Sie fordert ihn auf, das Schloss zu verlassen. Aber er macht sich auf, sie dort zu suchen.
Szene 7. Bei einem nächtlichen Gelage besingen die Sarazenen und fränkischen Ritter ihre Freundschaft. Ildemaro trifft auf Ugo, sie trinken gemeinsam. Ildemar bittet Ugo, seine Mutter zu suchen, um sie zu retten. Unbemerkt ziehen sich die Sarazenen zurück. Als von fern ein Gong ertönt, werden die Ritter umzingelt. Dalinda erscheint und freut sich, dass sie sich nun rächen kann. Ugo, Ubaldo, Garniero, Ridolfo und Guglielmo wurde vergiteter Wein gereicht, aber auch Ildemaro hat von dem Wein getrunken. Dalinda lässt Ildemaros Freunde von den Soldaten abführen, Mutter und Sohn bleiben allein zurück.
Szene 8. Ildemaro hat noch vom Gegengift, das Dalinda ihm gegeben hat. Ildemaro will es mit seinen Freunden teilen, aber Dalinda sagt, es reiche ja kaum für ihn allein. Ildemaro erwidert, dann würden sie halt alle zusammen sterben – und sie mit ihnen. Er ergreift ein Messer und fordert sie auf, sich auf ihren Tod vorzubereiten. Da offenbart sie ihm, dass sie seine Mutter sei, ist aber trotzdem bereit, zu sterben. Vergeblich fleht sie ihn an, das Gegengift zu trinken. Ildemaro fühlt die Wirkung des Gifts. Er will Dalindas Hand halten und bittet sie vor seinem Tod um Verzeihung. Acmet kehrt zurück, ihm gilt nun Dalindas Hass. Sie weiß, dass ihr nun offenbartes Geheimnis, einen christlichen Sohn gehabt zu haben, für sie den Tod bedeutet.

## Werkgeschichte

### Entstehung
Nach der Uraufführung von Lucrezia Borgia an der Mailänder Scala 1833 wollte Donizetti die Oper auch am Teatro San Carlo in Neapel zur Aufführung bringen, was die Zensur jedoch verhinderte. Mehrere Versuche Donizettis, die Handlung von Lucrezia Borgia zu „entschärfen“, misslangen. Die verschiedenen Überarbeitungen hießen La cena della vendetta, Elisa Fosco und Adelinda, aber keine Version wurde von der Zensur akzeptiert. Der letzte dieser vergeblichen Versuche Donizettis, die Oper zu retten, war Dalinda, aber auch diese Version verschwand in den Archiven.
Die Oper spielt nun anstatt in der italienischen Renaissance im mittelalterlichen Persien auf der Burg Alamut zur Zeit des Dritten Kreuzzugs um 1190. Aus Lucrezia Borgia wurde Dalinda, aus ihrem Sohn Gennaro der fränkische Ritter und Teilnehmer des Dritten Kreuzzugs Ildemaro und aus Alfonso d’Este der persische Fürst Acmet. Dadurch veränderte sich ein Aspekt im Verhältnis von Mutter und Sohn: Dalindas Sohn Ildemaro ist Christ, sie und ihr Gatte Acmet sind moslemischen Glaubens.

### Wiederentdeckung
2019 entdeckte die Musikwissenschaftlerin Eleonora Di Cintio in der Bibliothek des Konservatoriums von Neapel bei ihrer Recherche über Lucrezia Borgia Notenfragmente mit dem Titel Dalinda. Es stellte sich heraus, dass es sich um eine Bearbeitung von Lucrezia Borgia handelte.
Di Cintio gelang es in aufwändiger Kleinarbeit, die Partitur Stück für Stück aus verschiedenen Archiven und Bibliotheken zusammenzutragen und so wieder ein vollständiges Werk zu schaffen. Veröffentlicht wurde es vom Verlag Casa Ricordi.

### Uraufführung
Die Uraufführung kam dank des Engagements des Dirigenten Felix Krieger und der Berliner Operngruppe zustande, die sich das Ziel gesetzt hatte, mit der von ihm 2010 gegründeten Gruppe Werke abseits des gängigen Opernrepertoires aufzuführen. An der Uraufführung im Konzerthaus Berlin am 14. Mai 2023 sangen:
- Lidia Fridman, Dalinda
- Yajie Zhang, Ugo d’Asti
- Luciano Ganci, Ildemaro
- Paolo Bordogna, Acmet
- André Moreno García, Elmelik
- David Ostrek, Corboga
- Kangyoon Shine Lee, Garniero
- Fermin Basterra, Guglielmo
- Egor Sergeev, Ridolfo
- Kento Uchiyama, Ubaldo

Die erste Bühnenaufführung fand Anfang September 2024 an der University of Cape Town statt.

## Musik
Ein großer Teil der Musik aus dem ersten und zweiten Akt aus Dalinda stammt aus Lucrezia Borgia, wenn auch zum Teil anders zusammengestellt und mit teilweise anderem Text; der erste Teil wirkt also gleichzeitig sehr vertraut und trotzdem neu. Den dritten Akt komponierte Donizetti hingegen weitgehend neu. Für Ildemaro gibt es eine lange Arie; dazu kam unter anderem ein tragischer Frauenchor.

## Aufnahmen
- 14. Mai 2023 – Felix Krieger (Dirigent), Chor und Orchester der Berliner Operngruppe.
 Lidia Fridman (Dalinda), Yajie Zhang (Ugo d’Asti), Luciano Ganci (Ildemaro), Paolo Bordogna (Acmet), Andrés Moreno García (Elmelik), David Oštrek (Corboga), Kangyoon Shine Lee (Garniero), Fermin Basterra (Guglielmo), Egor Sergeev (Ridolfo), Kento Uchiyama (Ubaldo).
 Live; Mitschnitt der Uraufführung im Konzerthaus Berlin.
 Ohms Classics OC 989.[5]